# 沈拿
沈拿（英語：Alberto Sanna；1985年1月13日—），人稱「鬍鬚沈」、「拿哥」，是意大利騎師。

## 簡歷
沈拿是意大利籍騎師，於2004年在意大利展開策騎生涯，首季便榮膺意大利冠軍見習騎師殊榮。沈拿於2005年正式成為騎師，在意大利勝出多項大賽。
從騎以來他在世界不同國家和地方，如意大利、法國、德國、杜拜、卡塔爾、巴林、香港、奧地利、比利時、匈牙利、波蘭、塞爾維亞等地均錄得頭馬紀錄。沈拿於2013年轉戰巴林及卡塔爾策騎，並勝出當地大部分主要賽事。2016-2017年度馬季，沈拿首度奪得巴林冠軍騎師榮銜。

## 在港主要策騎事跡
2017年7月3日，沈拿獲香港賽馬會牌照委員會批准，准許他於7月9日在沙田馬場接受策騎聘約。牌照委員會於其後決定，延長沈拿的訪港騎師牌照有效期，令他可在7月12日星期三跑馬地賽事及7月16日星期日沙田賽事中策騎出賽。
2017年7月9日，沈拿首度在港上陣，並於沙田馬場獲安排策騎「香港之星」、「急急腳」、「放眼量」、「豐彩皇」及「總統至上」五匹坐騎。2017年7月12日，沈拿於跑馬地馬場第五場賽事憑策騎告達理馬房的「勝利寶石」獲勝，贏得在港首場頭馬。2017年7月16日馬季煞科日，沈拿於沙田馬場頭場賽事再憑策騎告達理馬房的「快樂火龍」取勝，在短短三天的客串期已取得兩勝一亞一季一殿的不俗成績。
2017年11月3日，沈拿再獲香港賽馬會牌照委員會發出騎師牌照，准許他於由2017年12月1日至2018年4月30日期間在港策騎上陣。
2018年3月28日，沈拿於跑馬地馬場策騎告東尼馬房的「大雄圖」，座騎在他胯下於尾段沿欄而上，最終以一個馬頭位之差擊敗「鷹雄」，為他攻下一班賽跑馬地銀瓶，贏得在港首項錦標。 而沈拿亦得以憑策騎「大雄圖」於一個月後的國際一級賽愛彼女皇盃上陣，結果座騎在他胯下取得一席亞軍。
由於沈拿陣上表現出色，加上擁有良好拼勁，故他獲得續牌。2018年4月13日，香港賽馬會牌照委員會經商議後，決定延長沈拿在港的騎師牌照有效期至2017-2018年度馬季煞科日。2018年6月8日，沈拿獲香港賽馬會牌照委員會發出2018-2019年度馬季馬會騎師牌照，有效期由2018年7月16日至2019年2月17日，令他得以在2018-2019年度馬季繼續在港策騎半季。 2019年1月22日，香港賽馬會牌照委員會同意將沈拿的騎師牌照有效期延長，由2019年2月18日至2018／2019年度馬季結束為止。
2019年3月31日，沈拿策騎霍利時馬房的「競駿飛鷹」期間，於閘前被馬匹摔下，導致其左腳踝受傷，並需要暫停策騎養傷。2019年5月30日，香港賽馬會受薪董事小組接獲醫生證明，表示他現已無恙，適宜恢復策騎。 2018-2019年度馬季，雖然沈拿截止6月僅勝出5場頭馬，但仍獲香港賽馬會牌照委員會發出來屆騎師牌照。2019年6月6日，沈拿獲香港賽馬會牌照委員會發出2019/2020年度馬季騎師牌照，有效期由2019年7月15日至2019年12月31日。不過，他的牌照結束日期為12月8日。
2019年6月8日，沈拿康復後在沙田馬場上陣。
2019年11月3日，沈拿於沙田馬場憑策騎方嘉柏馬房的「川河尊駒」，以1分45.25秒的破場地時間紀錄贏馬，攻下三級賽莎莎婦女銀袋，個人在港首度勝出級制賽。
2019-2020年度馬季，沈拿獲新任練馬師韋達提供實力馬匹的支持下，於季初階段取得不俗的成績。不過，他於2019年11月17日，在沙田馬場第十場賽事第二班1800米賽事策騎由何良馬房訓練的「與龍共舞」期間，疑於比賽尾段未盡力策騎，結果被香港賽馬會指控違反賽事規例第99(2)及(6)條。他在11月26日被裁定罰停賽12個香港賽馬日，由2019年12月11日至2020年1月20日為止。沈拿其後就處罰的嚴厲程度提出上訴，並獲馬會董事局裁定上訴得直，他的停賽期修訂為由2019年12月11日至2020年1月12日為止。減2個香港賽馬日。
不過，沈拿其後未獲牌照委員會延長其在港牌照，而他亦因被重罰感到十分沮喪，故決定離開香港，結束在港策騎生涯。沈拿結束兩年半在港策騎生涯後，轉往卡塔爾繼續其策騎生涯。

## 主要勝出賽事
意大利
- 泰斯奧錦標（英语：Premio Lydia Tesio） - (1) - Romagna Mia (2022)

- 意大利二千堅尼（英语：Premio Parioli） - (3) - Senlis (2008)、Fayathaan (2021)、See Hector (2022)

 巴林
- 巴林金盃 - (1) - Pleasure Bent (2015)

 卡塔爾
- 酋長錦標 - (3) - Chopin (2017)、Noor Al Hawa (2021)、將王 (2023) [16] [17]

- 純種馬堅尼 - (1) - Perfect Empire (2020)

 香港
- 婦女銀袋賽 - (1) - 川河尊駒 (2019)

- 跑馬地銀瓶 - (1) - 大雄圖 (2018)

## 成就
- 意大利冠軍見習騎師 - (1) - (2004/2005年度馬季)
- 巴林冠軍騎師 - (1) - (2016/2017年度馬季)

## 在港策騎成績
| 年度        | 冠 | 亞 | 季 | 殿 | 第五 | 出賽次數 | 所贏獎金（港元） | 備註                                     |
| ----------- | -- | -- | -- | -- | ---- | -------- | ---------------- | ---------------------------------------- |
| 2016 - 2017 | 2  | 1  | 1  | 1  | 0    | 19       | $ 1,448,675      | 客串策騎 (由2017年7月9日至2017年7月16日) |
| 2017 - 2018 | 17 | 16 | 24 | 36 | 23   | 344      | $ 26,315,150     | 策騎首季 (由2017年12月至季尾)            |
| 2018 - 2019 | 6  | 12 | 9  | 10 | 23   | 254      | $ 9,783,225      | 第2季                                    |
| 2019 - 2020 | 9  | 4  | 9  | 7  | 10   | 120      | $ 10,735,300     | 第3季                                    |
| 總計        | 34 | 33 | 43 | 54 | 56   | 737      |                  |                                          |

## 在港策騎資料
|                      | 日期          | 賽事                                   | 場地 | 馬場       | 馬名     | 練馬師 | 名次 | 獨贏賠率 |
| -------------------- | ------------- | -------------------------------------- | ---- | ---------- | -------- | ------ | ---- | -------- |
| 初出賽               | 2017年7月9日  | 新馬賽 - 1200米                        | 草地 | 沙田馬場   | 香港之星 | 鄭俊偉 | 10   | 100      |
| 首勝利               | 2017年7月12日 | 第三班 - 1000米                        | 草地 | 跑馬地馬場 | 勝利寶石 | 告達理 | 1    | 13       |
| 級際賽初出賽         | 2018年4月29日 | 一級賽 - 2000米 (愛彼女皇盃)           | 草地 | 沙田馬場   | 大雄圖   | 告東尼 | 2    | 34       |
| 級際賽首勝利         | 2019年11月3日 | 三級賽 - 1800米 (婦女銀袋賽)           | 草地 | 沙田馬場   | 川河尊駒 | 方嘉柏 | 1    | 28       |
| 一級賽初出賽         | 2018年4月29日 | 一級賽 - 2000米 (愛彼女皇盃)           | 草地 | 沙田馬場   | 大雄圖   | 告東尼 | 2    | 34       |
| 一級賽首勝利         | —             | —                                      | —    | —          | —        | —      | —    | —        |
| 四歲系列經典賽初出賽 | 2018年3月18日 | 四歲系列經典賽 - 2000米 (香港打吡大賽) | 草地 | 沙田馬場   | 陸寶     | 告東尼 | 9    | 150      |
| 四歲系列經典賽首勝利 | —             | —                                      | —    | —          | —        | —      | —    | —        |